# Jean-Marc Lech
Pour les articles homonymes, voir Lech (homonymie).
Jean-Marc Lech, né le 20 juillet 1944 à Haspres (Nord) et mort le 2 décembre 2014 dans le 7ème arrondissement de Paris, est l'un des deux dirigeants, avec Didier Truchot, de l'institut de sondages Ipsos qu'il a rejoint en 1982.

## Éléments de biographie
Petit-fils et fils d’ouvriers polonais installés dans le Nord de la France, son père est ouvrier sidérurgiste et devient ingénieur, Jean-Marc Lech fait des études de philosophie et de sociologie à Lille. En 1969, engagé par Françoise Giroud, il fait ses premières armes comme journaliste à L'Express.
Il entre à l'Ifop en tant que chargé d'études politiques et devient en quelques années le président de l'entreprise. En 1982, il se fâche avec Jean Riboud, le propriétaire qui a intronisé son fils inoccupé dans la société. La même année, il rejoint Ipsos qui s'engage dans la mesure de l'opinion publique.
De 1981 à 2007, Ipsos sera le prestataire attitré de la présidence de la République française. En raison de ce monopole qu'il exerçait de fait, Jean-Marc Lech se présente comme « le sondeur privé de MM. Mitterrand et Chirac ». Homme de gauche, il est proche de François Mitterrand dont il avance que personne avant lui n'avait utilisé les méthodes reposant sur l'analyse des études d'opinion de façon aussi systématique. Durant toutes les années 1980-1990, l'Ipsos travaille de concert avec Jacques Pilhan pour préparer les « plans de communication » de la présidence bloquant la publication de sondage « dont les résultats étaient navrants pour Fabius. » Jean-Marc Lech rapporte dans ses Mémoires, comment payé avec l'argent des fonds secrets, il repartait de l'Élysée avec des valises de billets de banque.
Si en 1981, avant l'élection présidentielle, Jean-Marc Lech pronostique la victoire de François Mitterrand, en 1983, lors des élections municipales, le magazine Le Point annonce, sur la foi de sondages Ipsos, « une très bonne tenue de la gauche » qui se révèle être « une déroute historique ».
En 2014, Jean-Marc Lech interrompt ses activités à la suite d’un « sérieux accident de santé ». Il meurt à Paris le 2 décembre 2014 et est inhumé au cimetière de Varengeville-sur-Mer (Seine-Maritime).

## Ouvrage
- Sondages privés : les secrets de l'opinion, Stock, 2001.